# Douglas Swan
Douglas Litterick Swan (* 1930 in New Britain, Connecticut; † 7. Juni 2000 in Bonn) war ein in den USA geborener Maler schottischer Abstammung.

## Vita
Swan wurde 1930 in New Britain, Connecticut als Sohn schottischer Auswanderer geboren. 1936 siedelte er mit seiner Familie nach Schottland.
Swan studierte am Duncan of Jordanstone College of Art and Design in Dundee und bei William Scott in London. Dort besuchte er außerdem das Trinity College of Music. 1966 begann er mit seiner „Objekt-Malerei“ die dritte Dimension in sein Werk einzubeziehen. 1967 hatte er seine erste Ausstellung in Deutschland in der Städtischen Kunstgalerie Bochum. 
Nach dieser Ausstellung zog er nach Deutschland um, seit den 1970er Jahren lebte Douglas Swan in Bonn. Seit 1980 hatte er sein Atelier beim Laborgerätehersteller C. Gerhardt GmbH & Co. KG (benannt nach Carl Heinrich Gerhardt) in der Bornheimer Straße, deren Geschäftsführung die Enkel bzw. Urenkel des Malers August Macke sind. 1986 erhielt er das Kunststipendium der Stadt Bonn. Douglas Swan erhielt weiterhin Stipendien von der Royal Scottish Academy in Edinburgh, vom British Council und von der italienischen Regierung für ein Studium in Rom und Mailand.
Am 7. Juni 2000 starb er an den Folgen eines Verkehrsunfalls.
Im Jahr 2002 übernahm das Museum Bochum als Stiftung ein Konvolut von Werken aus dem Nachlass. Das August Macke Haus in Bonn zeigt 2021/22 zu seinem 90. Geburtstag eine Retrospektive unter dem Motto Douglas Swan Ein moderner Klassiker. Der biographische Nachlass des Künstlers befindet sich im Rheinischen Archiv für Künstlernachlässe in Bonn.

## Preise
- 1997: August-Macke-Medaille

## Werke in öffentlichen Sammlungen
- Royal Scottish Academy, Edinburgh
- Museum Bochum
- Museu de Arte Contemporanea, Sao Paulo
- Städtische Kunstsammlung, Gelsenkirchen
- Museum Haus Kley, Dortmund
- Kunstmuseen Krefeld
- Hedendaagse Kunst, Utrecht
- Power Gallery of Contemporary Art, Sidney
- Nationalgalerie, Berlin
- Westdeutsches Spielcasino, Bad Oeynhausen
- Museum Ludwig, Köln
- Quadrat Bottrop
- The Glynn Vivian Art Gallery & Museum, Swansea, Wales
- Rheinisches Landesmuseum, Bonn
- Kunsthaus Grenchen, Grenchen, Schweiz[3]
- Stadt Bonn
- Verkehrshaus der Schweiz, Luzern